# Niepla
Niepla est une localité polonaise de la gmina et du powiat de Jasło en voïvodie des Basses-Carpates.

## Démographie
En 2021, la population était de 552 habitants.